# Oversøisk departement
I Frankrig er de oversøiske departementer (DOM), (som også er oversøiske regioner) på linje med departementerne i France métropolitaine, karakteriseret som territoriale fællesskaber, hvilket vil sige, at de er afhængige territorier integreret i den franske republik, med en hvis grad af selvforvaltning. 
Neologismen "domien" er skabt som et demonym for personer, der stammer fra eller bor i et DOM.

## De 5 DOM-er
Der findes fem DOM-er i Frankrig i dag, som også har status af regioner, i henhold til forfatningsrevisionen i 2003. De fem DOM-er er:
- 971 : Guadeloupe (hvorfra man i 2007 har udskilt øerne Saint-Barthélemy og Saint-Martin som er konstitueret som arrondissementer)
- 972 : Martinique
- 973 : Guyane (Fransk Guyana)
- 974 : Réunion
- 976 : Mayotte siden 31. marts 2011

Udtrykket "det femte DOM" har man brugt før indlemmelsen af Mayotte, om den del af befolkningen i France métropolitaine, som stammede fra et DOM, idet disse i 1999 udgjorde 585.000 personer, hvilket er lige så mange som i hvert af de andre

## Historie
De fem oversøiske departementer er de tidligere kolonier, som alle har bevaret en tilknytning til Frankrig, siden deres oprettelse i midten af det 17. århundrede (det 19. århundrede for Mayottes vedkommende). Fransk statsborgerskab er garanteret indbyggerne i Guadeloupe, Guyana, Martinique og Réunion siden 1848. Deres status som oversøisk departement er givet ved lov af 19. marts 1946
Algeriet har i denne sammenhæng udgjort et særtilfælde, idet landet var delt op i departementer, der ikke havde status af at være oversøiske, men blev betragtet som en del af France métropolitaine.
Saint-Pierre-et-Miquelon havde status som oversøisk departement i perioden fra 1976 til 1985.

## Andre oversøiske landområder med lignende status
Andre oversøiske dele af det franske statssamfund har næsten samme status som de oversøiske departementer. Et oversøisk område (COM) har en status, der ligner den, der gælder for et DOM. Mens Mayotte havde status af et collectivité départementale i perioden fra 2001 til 2011. COM-erne er dog ikke indlemmet i Frankrig som de ovrsøiske departementer.

## Europæisk sammenhæng
De oversøiske departementer er konstitueret som nationale franske territorier og er dermed en del af den europæiske union, men ligesom resten af de oversøiske territorier er de ikke medlem af Schengen.